# 동반자 (1973년 영화)
"동반자"(同伴者)는 한국에서 제작된 이일수 감독의 1973년 멜로/로맨스 영화이다. 최무룡 등이 주연으로 출연하였고 한갑진 등이 제작에 참여하였다.

## 출연

### 주연
- 최무룡
- 남진
- 나훈아

## 기타
- 원작자: 김학겸